# 彼得罗·弗雷斯基
彼得罗·弗雷斯基（義大利語：Pietro Freschi，1906年8月6日—1973年10月16日），意大利男子赛艇运动员。他曾代表意大利参加1928年夏季奥林匹克运动会赛艇比赛，获得男子四人单桨有舵手铜牌。